# Expedición Erebus y Terror

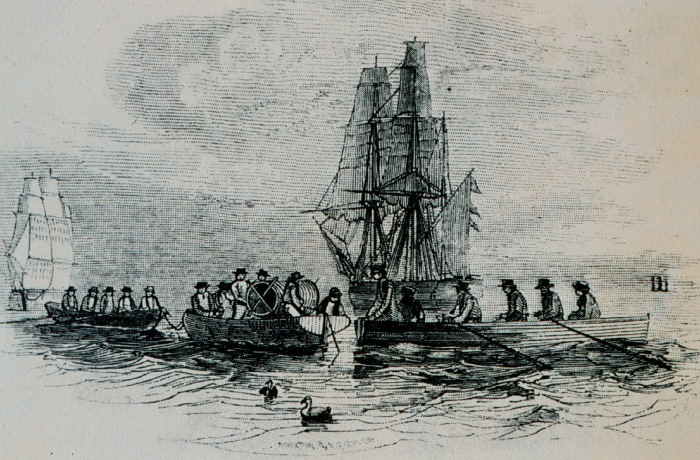
El HMS Erebus y el HMS Terror, los barcos de Ross durante la expedición científica de 1839 a 1843.

La expedición Erebus y Terror o expedición Ross fue la expedición británica más importante en la Antártida del siglo XIX. Dirigida entre 1839 y 1843 por James Clark Ross, la misión tenía por objeto la exploración y la investigación científica —particularmente sobre el magnetismo— hacia una región inexplorada que posteriormente sería la dependencia Ross.
Esta expedición debe su nombre a los buques de la expedición HMS Erebus y HMS Terror.
Numerosos lugares fueron descubiertos y nombrados, como el estrecho de McMurdo, la barrera de hielo de Ross, mar de Ross e isla de Ross.